# بییانوئبا دل ریو سگورا
بییانوئبا دل ریو سگورا (به اسپانیایی: Villanueva del Río Segura) یکی از شهرداری‌های کومارکای شرقی و در بخش خودمختار مورسیا در کشور اسپانیا قرار دارد. تا سال ۲۰۱۰ مساحت این شهرداری ۱۳ کیلومتر مربع و جمعیت آن  تَن می‌باشد.